# Tracy, California
Tracy là một thành phố lớn thứ nhì quận San Joaquin trong tiểu bang California, Hoa Kỳ. Đây là ngoại ô của vùng vịnh San Francisco. Thành phố có tổng diện tích 22,139 dặm vuông Anh (57,34 km2), trong đó diện tích đất là 22,003 dặm vuông Anh (56,99 km2). Theo điều tra dân số Hoa Kỳ năm 2010, thành phố có dân số 82.922 người, là thành phố lớn 78 thứ bang California năm 2010. Nguồn gốc của Tracy bắt đầu giữa thế kỷ 19 khi tuyến đường sắt Trung Thái Bình Dương chạy từ Sacramento qua Stockton và vùng vịnh San Francisco được xây dựng. Một số cộng đồng nhỏ nằm rải rác theo tuyến đường ray này, bao gồm khu định cư được đặt tên theo giám đốc đường sắt Lathrop J. Tracy. Được hợp nhất năm 1910, Tracy đã phát triển nhanh chống và phát triển thịnh vượng thành một trung tâm nông nghiệp thậm chí cả khi sự hoạt động của tuyến đường ray suy giảm vào thập niên 1950.